# Evolucija konja
Evolucijski razvoj današnjega konja lahko izsledimo tudi do šestdeset milijonov let v preteklost. Prvi predhodniki konja so se verjetno razvili na območju jugovzhodnega dela Severne Amerike, še preden so se litosferske plošče začele razmikati in pridobile današnjo obliko. Tu so konji pred 8000 leti verjetno izumrli in se naprej razvijali v Aziji, Afriki ter Evropi.
Povezano kopno je pripomoglo k današnji razširjenosti konj. Beringov most med Severno Ameriko in Azijo je nehal obstajati na koncu zadnje ledene dobe, ko se je dvignilo morje. To je ločilo takratne konjske populacije po naslednjih vrstah: Eohippus, Mesohippus, Miohippus, Merychippus, Pliohippus.

## Predniki konja

### Eohippus
Je bila mala, rastlinojeda žival, velik je bil kot zajec in je predhodnik današnjega konja. Izumrl je približno štirideset milijonov let nazaj. Imel je majhne zobe, idealne za žvečenje rastlinja. Imel je štiri noge z vsako po štiri prste. Ti prsti so konju dajali dobro oporo na močvirnatih tleh.

### Mesohippus
Pojavili so se, ko so se gozdovi začeli krčiti in je zemlja postala bolj suha in trša. Imel je ozko čeljust in daljšo glavo. Noge so imele po tri prste, kar je pripomoglo, da je lažje tekel po trdi podlagi.

### Miohippus
Ta pasma konja je razvitejša oblika Mesohippusa, ki je živel trideset milijonov let nazaj. Njegov gib nog je bil podoben, kot pri današnjem konju. Njegova čeljust je bila podobna mesohippusu, le da so se mu začeli razvijati sekalci. Njegove noge so bile še vedno troprste, in oba krajna prsta sta bila še jasno izražena.

### Merychippus
Ta vrsta konja je imela dolg vrat, ki mu je pomagal pri paši, raje se je pasel, kot pa obiral grmovje. Živel je v prerijah Nebraske, na srednjem zahodu Severne Amerike. Imel je močno čeljust, s kočniki, ki so lahko mleli travo. Njegova noga je bila troprsta, vendar se stranska prsta nista dotikala tal, tega konja je nosil le srednji prst.

### Pliohippus
Ta vrsta je neposredni prednik današnjega, modernega konja, le da je ta živel pred šest milijoni leti. Njegova višina vihra je bila približno 122 cm. Zobovje je bilo vedno bolj prilagojeno paši. Njegove noge so bile enoprstne in je prvi lihoprsti kopitar današnje vrste.

## Udomačitev konj
Človek je v konju videl vir mesa, kože in obleke. Konje so začeli udomačevati pred 5000-6000 leti. V začetku so jih uporabljali za varovanje drobnice in goveda, kasneje pa za vleko dvokolesnega bojnega voza. Ko je človek spoznali njegovo moč, je kmalu postal splošno prevozno sredstvo in prevzel pomembno vlogo pri vojskovanju. 
Udomačitev konja je povzročila razširjenost po vsem svetu. Veliko današnjih toplokrvnih konj izvira iz treh osnovnih linij: arabske, berberske in španske. Vpliv teh konjev se je razširil po celini Evrazije in Amerike. 
Konj velja za najbolj plemenito žival, je močan in odporen in je bil skozi stoletja pomemben pomočnik človeka. Pomagal mu je pri različnih kmečkih opravilih, vlekel je tudi vozove in bil njegov največji zaveznik med vojno. Služil je tudi športu in razvedrilu. Konj ima neverjeten spomin in je zmožen dresiranja, hkrati pa se hitro splaši in razburi. Preden so odkrili parni stroj, so vse premikali s konjevo pomočjo. Ljudje so potovali v vozovih, ki so jih vlekli konji. V vojni se je vloga konja spreminjala. Na začetku so nosili viteze, prevažali so orožje in zalogo, bili pa so tudi priljubljena igrača za otroke, kot so danes avtomobili. Leta 1600 so izumili lesene konjičke.

### Poni
Čvrsti poni je bil po videzu podoben angleški pasmi. Živel je v severozahodni Evropi in je imel široko čelo z ravnim profilom. Imel je močno telesno konstrukcijo in zelo težko glavo, živel je klateško življenje v severni Evraziji.

### Konj
Vrsta, ki jo danes označujemo z imenom domači konj, izvira iz srednje Azije. Divji konji so živeli v sušnih, nerodovitnih pogojih. Imeli so suho in ozko telo. Bil je vitek in je živel v vročih puščavah Azije, po vsej verjetnosti je prednik Arabskega konja.